# Hans Heß
Hans Heß (ur. w 1902, zm. ?) – niemiecki bobsleista.
W 1928 zdobył brązowy medal igrzysk olimpijskich w zawodach piątek (wraz z Hannsem Kilianem, Valentinem Kremplem, Sebastianem Huberem i Hansem Nägle).
W 1935 roku zdobył brązowy medal mistrzostw kraju w zawodach czwórek.